# NASDAQ Composite
Il Nasdaq Composite è un indice azionario della borsa valori statunitense Nasdaq e rappresenta tutte le aziende quotate su quel mercato. 

L'indice NASDAQ Composite tra il 1994 ed il 2005 con il picco della Bolla delle dot-com.

## Caratteristiche
Il NASDAQ Composite è un indice ponderato per la capitalizzazione. Il calcolo dell'indice prevede il calcolo della somma ponderata dei prodotti delle quotazioni di chiusura dei titoli. Tale somma viene divisa per un divisore che riduce l'ordine di grandezza del risultato. Affinché un titolo possa essere incluso nel Nasdaq Composite, è necessario che esso sia quotato esclusivamente sul mercato azionario Nasdaq, a meno che il titolo non sia stato quotato almeno due volte su un mercato non statunitense prima del 2004 e abbia mantenuto la quotazione in modo continuativo. I valori mobiliari quotati che possono essere inclusi nel Nasdaq Composite comprendono:
- Ricevute di deposito americane (American Depositary Receipt, ADR)
- Azioni comuni
- Partecipazioni in limited partnership
- Titoli ordinari
- Fondi comuni di investimento immobiliare (Real Estate Investment Trust, REIT)
- Azioni di interesse benefico (Shares of Beneficial interest, BFI)
- Tracking Stocks

Non sono inclusi nell'indice i closed-end fund, le obbligazioni convertibili, gli exchange-traded fund, le azioni privilegiate, i warrant e altri strumenti derivati.

## Differenze dal NASDAQ-100
Rispetto al NASDAQ-100 tale indice azionario risulta essere più generico, dal momento che rappresenta tutto il mercato azionario Nasdaq. Il NASDAQ-100, invece, include solo le 100 società non-finanziarie a più alta capitalizzazione.

## Storia e performance
L'indice è stato introdotto nel 1971, con valore iniziale di 100. Il 17 luglio 1995 ha chiuso per la prima volta con valore maggiore di 1000. Nel periodo della bolla delle dot-com il valore dell'indice è incrementato del 400%. Il 10 marzo 2000 ha raggiunto il valore massimo di 5132.52. Nel periodo successivo il valore ha subito un notevole ribasso, fino a toccare valore 1.108,49 il 10 ottobre 2002. Fino al 2007 l'indice ha visto una riduzione del proprio valore. Il 15 settembre 2008, il fallimento della Lehman Brothers ha portato l'indice a registrare il -3.6%, peggior calo percentuale in singola sessione dal 24 marzo 2003. Negli anni successivi alla Grande Recessione l'indice torna ad assumere valori elevati. Il 2 marzo 2015, per la prima volta dal 9 marzo 2000, ha chiuso con valore sopra 5000. Il 23 aprile 2015, con chiusura a 5056, ha superato il valore raggiunto durante la bolla delle dot-com. Il 2 gennaio 2018 ha superato il valore di 7000. Nel 2019 l'indice ha avuto un incremento del 35.2%, chiudendo l'anno a 8972.60. Il 23 marzo 2020 l'indice ha toccato il minimo di 6860. Nei mesi successivi, tuttavia, si è registrata una forte ripresa dell'indice. Il 9 giugno 2020 l'indice ha superato per la prima volta nella sua storia valore 10000. Il 6 agosto 2020 ha raggiunto un nuovo massimo storico, attestandosi a 11000. Nel gennaio 2021 l'indice ha toccato quota 13000.